# Casa de Hohenlohe
Hohenlohe é uma família nobre alemã, tal como a designação do seu Estado Imperial. Governadores do condado imediato (Reichsgrafen) desde 1450, os seus dois ramos foram elevados à categoria de principados do Sacro Império Romano-Germânico em 1744 e 1764, respectivamente; em 1806, perderam a sua independência, e as suas terras passaram a fazer parte dos reinos da Baviera e Reino de Württemberg. Quando a mediatização teve lugar, em 1806, a região de Hohenlohe tinha 1760 km² e uma população estimada de 108 000.